# Глухое (Архангельская область)
Глухое — деревня в Холмогорском районе Архангельской области.

## География
Находится в центральной части Архангельской области на расстоянии приблизительно 11 км на северо-восток по прямой от административного центра района села Холмогоры на правом берегу реки Северная Двина.

## История
В 1859 году здесь (тогда деревня Холмогорского уезда Архангельской губернии) было учтено 37 дворов. До 2022 года входила в Луковецкое сельское поселение до его упразднения.

## Население
Численность населения: 219 человек (1859 год), 8 (русские 87 %) в 2002 году, 3 в 2010.